# Hilton Izmir
La Hilton Izmir es el quinto mayor rascacielos de la ciudad de Esmirna en Turquía. El edificio está siendo utilizado por la marca de hoteles Hilton que fue además el inversor de la obra.
La torre tiene 142 metros de altura. Cuenta con 33 plantas y dispone de un restaurante en la parte superior. Fue el edificio más alto de Turquía cuando fue construido en 1992. Se encuentra en la esquina de Gazi Osmanpaşa Boulevard y la calle 1385.